# William Gull
Sir William Withey Gull, 1:e baronet, född 31 december 1816 i Colchester, Essex, död 29 januari 1890 i London, var en engelsk läkare.
Gull blev 1846 medicine doktor, var 1847–1849 professor i fysiologi vid Royal Institution samt verkade från 1847 ända till 1867 som läkare vid Guy's Hospital. Han blev 1869 ledamot av Royal Society och 1872 läkare hos prinsen av Wales. Gull publicerade sina iakttagelser vid sjuksängen dels i Guy's Hospitals rapporter, dels i några särskilt utkomna skrifter. De flesta av dessa berör den inre medicinen, särskilt nervsjukdomarna. Han myntade 1873 begreppet anorexia nervosa.
Gull upphöjdes till baronet 1871, och fortsatte att ha täta relationer med hovet.